# 静岡県出身の人物一覧
静岡県出身の人物一覧（しずおかけんしゅっしんのじんぶついちらん）は、Wikipedia日本語版に記事が存在する静岡県出身の人物の一覧表である。

## 公人

### 政治家

#### 首相、衆参議長経験者
- 河井彌八（元侍従次長・元貴族院議員・第4代参議院議長）
- 町村信孝（元内閣官房長官・元外務大臣・元文部大臣、第75代衆議院議長、沼津市）

#### 県知事
- 斎藤寿夫（第2代静岡県知事、富士市）
- 竹山祐太郎[1]（第3代静岡県知事・元建設大臣、磐田市・旧磐田郡町）
- 山本敬三郎（第4代静岡県知事、賀茂郡西伊豆町）
- 齊藤滋与史（第5代静岡県知事・元建設大臣）
- 石川嘉延（第6代静岡県知事、掛川市・旧小笠郡佐束村）
- 鈴木康友（第8代静岡県知事・元浜松市長、浜松市）

#### 国務大臣
- 足立篤郎（元農林水産大臣・元科学技術庁長官、袋井市・旧周智郡山梨村）
- 大石千八（元郵政大臣、榛原郡吉田町）
- 太田正孝（元自治庁長官）
- 上川陽子（外務大臣、元法務大臣、元特命担当大臣（男女共同参画・少子化担当）、静岡市）
- 木部佳昭（元建設大臣・元北海道開発庁長官・元沖縄開発庁長官、三島市）
- 熊谷弘（元通商産業大臣、浜松市・旧磐田郡水窪町）
- 栗原祐幸（元防衛庁長官、三島市・旧田方郡中郷村）
- 斉藤斗志二（元防衛庁長官、富士市）
- 塩谷立（元文部科学大臣、浜松市）
- 遠山敦子（元文部科学大臣（民間人初）、静岡市）
- 原田昇左右（元建設大臣、焼津市）
- 望月義夫（元環境大臣、元国土交通副大臣、静岡市）
- 柳澤伯夫（元国土庁長官・元特命担当大臣（金融担当）・元厚生労働大臣、袋井市）

#### 国会議員
- 青木薪次
- 和泉覚
- 大石八治（榛原郡吉田町）
- 大石秀政（榛原郡吉田町）
- 岡田良一郎（掛川市・旧遠江国佐野郡倉真村）
- 尾崎元次郎（実業家・教育家・元貴族院議員・元衆議院議員・静岡市名誉市長、静岡市）
- 勝間田清一（御殿場市、元日本社会党委員長・元衆議院副議長）
- 川上嘉市（元貴族院議員・元参議院議員、浜松市）
- 倉田雅年（静岡市清水区）
- 源馬謙太郎（浜松市・旧舞阪町）
- 小林正枝
- 小山展弘（掛川市）
- 斉藤進（浜松市）
- 坂本由紀子（元参議院議員、三島市）
- 鮫島宗明（伊豆の国市・旧田方郡伊豆長岡町）
- 塩谷一夫
- 榛葉賀津也（菊川市）
- 杉山憲夫
- 田村謙治（静岡市）
- 土田博和（御殿場市）
- 戸塚進也（掛川市長、静岡市）
- 野末陳平（放送作家・経済評論家・元参議院議員）
- 長谷川保
- 原陽子（裾野市）
- 日吉雄太（伊東市）
- 深沢豊太郎（立憲政友会所属の元衆議院議員、静岡市清水区）
- 藤本祐司
- 牧野聖修（静岡市）
- 牧野京夫（島田市）
- 山田弥一（熱海市）
- 吉川赳（富士宮市）
- 渡辺周（沼津市）
- 渡辺朗（元沼津市長）
- 津川祥吾

#### その他
- 栗原裕康（沼津市長、沼津市）
- 小池政臣（三島市長、三島市）
- 關一（大阪市長、東京高商（現一橋大学）教授、伊豆）
- 田辺信宏（元静岡市長、静岡市）
- 中山儀助（元岡部町議会議員・タレント、藤枝市・旧志太郡岡部町）
- 服部寛一郎（元静岡県議会議員、静岡市）
- 森昌也（元静岡県議会議員、元島田市長、元島田市議会議員、旧島田町）
- 金刺不二太郎（元川崎市長）
- 平山博三（元浜松市長）

### 行政官
- 浅川雅嗣（財務官、アジア開発銀行総裁）
- 今川拓郎（総務省総合通信基盤局長、総務省大臣官房長）：富士宮市[2]
- 大村慎一（地域力創造審議官、静岡県副知事）：静岡市
- 岡村隆司（国会職員、第20代参議院事務総長）：浜松市
- 河内隆（鉄道建設・運輸施設整備支援機構理事長、内閣府事務次官、内閣府大臣官房長、京都市副市長）
- 國松孝次（第16代警察庁長官）
- 紅林麻雄（静岡県警察警部）
- 鈴木哲（駐イタリア大使、外務省総合外交政策局長、IAEA事務局長特別補佐官）：浜松市
- 城内康光（第15代警察庁長官）：浜松市
- 高辻正己（内閣法制局長官、最高裁判所判事、法務大臣）
- 高橋孝雄（農林水産政策研究所長）[2]
- 千野忠男（財務官、アジア開発銀行総裁）
- 茂木正（経済産業省大臣官房政策立案総括審議官、経済産業省商務情報政策局商務・サービスグループ長、資源エネルギー庁省エネルギー・新エネルギー部長）：伊東市[2]
- 渡邊国佳（警察庁刑事局長）：三島市[2]

### 法曹
- 後藤博（大阪高等裁判所長官、福岡高等裁判所長官）

### 軍人
- 井出謙治 （海軍大将）
- 井口省吾 （陸軍大将）
- 木村昌福 （海軍中将、静岡市） - キスカ島撤退作戦・礼号作戦等を指揮
- 大杉守一 （海軍中将）

### 自衛官
- 吉江誠一 （陸上幕僚長）
- 山田正雄 （陸上幕僚長）
- 杉山良行 （航空幕僚長）
- 志方俊之 （陸将）
- 乾悦久 （海将）

### 皇族
- 秋篠宮文仁親王妃紀子（旧名：川嶋紀子、静岡市生まれ・本籍地は和歌山市）

## 文化人

### 学者・研究者・教育者
- 池谷薫（アマチュア天文家）
- 池谷和信（人類学者、地理学者）
- 井口泰孝（工学者、東北大学名誉教授、元日本金属学会会長、浜松市）
- 石神豊（浜松市、哲学者、博士）
- 石川倉次（教育者、浜松市） - ルイ・ブライユが考案した6点式点字で日本語を表記することに成功
- 石川憲一（工学者、金沢工業大学第5代学長）
- 伊藤徹（哲学者、京都工芸繊維大学教授、静岡市）
- 伊藤元重（経済学者、東京大学教授、静岡市）
- 井口鹿象（工学者、官僚）
- 内田浩二（農学者、東京大学教授）
- 内山義英（エンジニア）
- 大城純男（経済学者、札幌大学法学部教授、博士、浜松市）
- 丘浅次郎（動物学者）
- 小野恭靖（日本文学研究者、大阪教育大学教授、沼津市）
- 小和田哲男（歴史学者、文学博士。戦国史研究の第一人者として知られる。静岡大学教授、静岡市）
- 川口栄作（養蚕学者、北海道大学教授、宇都宮大学学長）
- 小林丈広（歴史学者、同志社大学教授）
- 小長井誠（工学者、東京工業大学名誉教授、元応用物理学会長、掛川市）
- 齋藤孝（教育学者、作家、明治大学文学部教授、静岡市）
- 堺鉱二郎（労働法学者。作新学院大学教授、静岡市）
- 坂本太郎（歴史学者・元日本歴史学会会長、浜松市・旧浜名郡浜松町）
- 重松宗育(英文学者。静岡大学名誉教授、静岡市）
- 嶋正利（マイクロプロセッサアーキテクト、静岡市） - Intel 4004の共同開発者
- 新村出（国語学者、静岡市）
- 杉山正明（歴史学者、沼津市）
- 鈴木梅太郎（農芸化学者、牧之原市・旧相良町）
- 鈴木清（教育心理学者、元東京女子体育大学学長、元日本心理学会会長）
- 鈴木武樹（ドイツ文学者・評論家・市民運動家、磐田市）
- 鈴木敏正（教育学者）
- 鈴木基行（土木工学者、東北大学名誉教授、沼津市）
- DaiGo（メンタリスト）
- タキエ・スギヤマ・リブラ（人類学者）
- 田上穣治（法学者、三島市）
- 高柳健次郎（工学者、日本ビクター元副社長・技術最高顧問、浜松市） - 別名「テレビの父」
- 田中章 (環境学者・造園家・静岡市清水区)
- 田辺昭三（考古学者、菊川市・旧菊川町）
- 田辺義明（産業社会学者）
- 坪内為雄（機械工学者、東北大学名誉教授、三島市）
- 戸塚洋二（物理学者、富士市、静岡市）
- 中津川昌弘  (お守り研究家、作家、特定非営利活動法人アンテンヌフランス代表、浜松市）
- 中山信弘  (法学者、弁護士、酒井国際特許事務所最高顧問、浜松市）
- 西川浩之（司法書士、元早稲田セミナー専任講師、焼津市）
- 橋本梧郎（植物学者・博物学者、菊川市・旧小笠郡小笠町）
- 長谷川博（海鳥研究者）
- 畠山雄二（言語学者）
- 服部倫卓（ロシア・旧ソ連研究者） - ジャーナリストとしても活動
- 松井孝典（惑星科学者、東京大学名誉教授、宇宙政策委員会委員長代理、国家基本問題研究所客員研究員、行政刷新会議民間議員、公益財団法人東京財団名誉研究員、周智郡森町）
- 松下大三郎（文法学者、磐田郡野部村）
- 間渕秀里（研究者、工学博士、会社役員）
- 村尾次郎（歴史学者、浜松市）
- 和田春樹（歴史学者、社会科学研究家、市民運動家。東京大学名誉教授、静岡市）

### 工芸家
- 入江長八（左官職人、賀茂郡松崎町）
- 芹沢銈介（染色工芸家、静岡市）

### 書家
- 川村驥山（袋井市）
- 杭迫柏樹（周智郡森町）
- 高塚竹堂（静岡市清水区）
- 橘さつき（熱海市）

### 建築家
- 岡部憲明（富士宮市）
- 置塩章
- 篠原一男
- 鈴木禎次
- 中根金作（造園家、作庭家）
- 長谷川逸子

### 写真家
- 大竹省二（掛川市・旧小笠郡大須賀町）
- 小池清通（浜松市）
- 佐内正史（静岡市）
- 詩歩（絶景プロデューサー、浜松市）
- 松村清秀（映画監督、プロデューサー、シルバーアクセサリーデザイナー）
- 渡部陽一（戦場カメラマン、フォトジャーナリスト、タレント、富士市）

### 版画家
- 栗山茂 （別名：松永茂、紙版画、静岡市） - 第1回日本版画協会賞受賞・日本版画協会会員
- 海野光弘 （木版画、静岡市）
- 牧野宗則 （木版画、静岡市）
- 柳澤紀子 （銅版画、掛川市）

### 造型作家
- 宮川武（フィギュア原型師、富士市）
- 山田卓司（プロモデラー、浜松市）

### デザイナー
- 稲吉紘実（CIデザイナー、グラフィックデザイナー、アートディレクター、ソーシャルデザイナー、芸術家、絵本作家、児童文学作家、教授、浜松市）
- 坂本鐵司（工業デザイナー、浜松市）

### 画家・イラストレーター
- あおきもの.（イラストレータ・webデザイナー、磐田市）
- 秋野不矩（日本画家、浜松市）
- 天野喜孝（イラストレーター・アニメーター、静岡市）
- 石垣純哉（アニメーター・イラストレーター、静岡市）
- 石田徹也（画家、焼津市）
- 上田毅八郎（海洋船舶画家、藤枝市）
- 坂井永年（イラストレーター、静岡市）
- 匂坂祐子（画家、富士市）
- 杉浦俊香 (日本画家、静岡市)
- スズキコージ（絵本作家・イラストレーター、浜松市）
- すめらぎこう（イラストレーター・同人作家）
- 加藤まさを（画家・詩人、藤枝市）
- 田中秀幸（アートディレクター、浜松市）
- 中央東口（イラストレーター）
- ツバキアンナ（漫画家、浮世絵師）
- 中村岳陵（日本画家、下田市）
- 野村拓也（美術家）
- 福井利佐（切り絵アーティスト、静岡市）
- 牧野満徳（画家、富士市）
- 松井冬子（日本画家、森町）
- 村松誠（イラストレーター、藤枝市）
- 宮西達也（絵本作家、駿東郡清水町）

### 漫画家
- 相原実貴
- 秋竜山（伊東市）
- 渥美理絵
- 阿部潤（静岡市駿河区）
- 池田多恵子
- 石井まゆみ
- 和泉なぎさ
- 井原裕士（伊東市）
- 猪ノ谷言葉（袋井市）
- うかみ（浜松市）
- 臼井儀人（静岡市）
- 大島司（掛川市）
- 大橋ツヨシ（浜松市）
- 長田悠幸
- 風間宏子
- 雷門獅篭（浜松市）
- 河合克敏（浜松市）
- 河下水希
- きたがわ翔（賀茂郡東伊豆町）
- 城戸みつる
- くぼたまこと（静岡市清水区・旧庵原郡蒲原町）
- 栗原まもる
- 紅林直
- 小泉吉宏
- 小林たつよし（浜松市）
- 小山ゆう（菊川市）
- 逆柱いみり（静岡市）
- さくらももこ（静岡市清水区）
- 施川ユウキ（浜松市）
- 白鳥希美
- しりあがり寿（静岡市葵区）
- すがやみつる（富士市）
- 鈴木マサカズ
- 鈴木みそ（下田市）

### 小説家
- 梓澤要
- 嵐山光三郎（浜松市）
- 池宮彰一郎（沼津市）
- 乾くるみ（静岡市）
- 井上靖（伊豆市・旧田方郡天城湯ヶ島町、北海道旭川市・旧上川郡旭川町生まれ）
- 宇佐見りん（沼津市）
- 海野厚（静岡市）
- 小川国夫（藤枝市・旧志太郡藤枝町）
- 小川良（浜松市）
- 神崎京介（三島市）
- 小坂流加（三島市）
- 志茂田景樹（伊東市）
- 十返舎一九（静岡市葵区・旧駿河国安倍郡府中）
- 鈴木光司（浜松市）
- 涼元悠一（静岡市清水区）
- 瀬名秀明（静岡市葵区）
- 芹沢光治良（沼津市）
- 鷹野つぎ
- 竹島将（沼津市）
- 初野晴（静岡市清水区）
- 藤枝静男（藤枝市）
- 三木卓（東京都生まれ、静岡市育ち）
- 水落晴美
- 三並夏
- 宮本昌孝（浜松市）
- 村松梢風（周智郡森町・旧飯田村）
- 村松友視（静岡市清水区・東京都生まれ）
- 森瑤子（伊東市）
- 諸田玲子（静岡市）
- 浜野卓也 （御殿場市）

### 詩人
- 勝田香月（沼津市）
- 小川アンナ（富士川町）
- 大岡信（田方郡三島町（現・三島市））

### 俳人
- 村越化石（藤枝市）

### 評論家・ライター
- うさやまみやこ（料理研究家・作家、静岡市駿河区）
- 小澤祥司（環境ジャーナリスト、掛川市）
- 小川光生（スポーツライター、藤枝市）
- 栗原はるみ（料理研究家、下田市）
- 杉山茂樹（スポーツライター、御殿場市）
- 竹内宏介（プロレス評論家・日本スポーツ出版社編集顧問、熱海市）
- 野田努（音楽ライター、静岡市）
- 宮崎満教（スポーツジャーナリスト、元リム出版社長）
- 森田実（政治評論家、伊東市）
- 渡辺茂雄（政治評論家、編集者）

### コピーライター
- 片岡敏郎（コピーライター）
- 三井明子（アサツー ディ・ケイ所属、静岡市清水区）

### メディアクリエーター
- 佐藤雅彦（メディアクリエーター・CMプランナー、沼津市）

### 脚本家・放送作家
- いとう斗士八（脚本家、静岡市清水区）
- 鈴木卓爾（脚本家・映画監督、俳優、磐田市）
- 鈴木忠志（劇作家・演出家）
- すずきB（本名：鈴木弘康、放送作家、磐田市）
- 喰始（舞台演出家）
- 野末陳平（放送作家・経済評論家・元参議院議員）
- 長谷川圭一（脚本家）
- 平岡秀章（放送作家、静岡市清水区）
- マキノノゾミ（劇作家・脚本家・演出家・俳優、浜松市）

### 映画監督
- 稲葉蛟児（静岡市清水区）
- 岩田ユキ（島田市）
- 荻島達也
- 木下惠介（浜松市）
- 沢井信一郎（浜松市）
- 鈴木則文
- 鷹森立一（浜松市・旧引佐郡三ケ日町）
- 寺本幸代（富士市）
- 豊島圭介（浜松市）
- 原田眞人（沼津市）
- 横川寛人（沼津市）
- 渡辺邦男（三島市・旧田方郡三島町）
- 水島総（掛川市）
- ウンノヨウジ（静岡市駿河区）
- 浜野佐知（静岡市）
- 小林勇貴（富士宮市）

### 映像作家
- 井上哲央（ミュージック・ビデオ・ディレクター）
- 鈴木利幸（ミュージック・ビデオ、CMディレクター、磐田市）

### アニメ関係者
- 青木康直（アニメ演出家・監督）
- 石垣純哉（メカニックデザイナー、静岡市）
- 宇田鋼之介（アニメ演出家・監督、沼津市）
- 大橋志吉（アニメ脚本家）
- 勝間田具治（アニメ演出家・監督）
- 桜井弘明（アニメ演出家・監督、沼津市）
- 実原登（アニメーター）
- 杉井ギサブロー（アニメ監督、沼津市）
- 高橋ナオヒト（アニメ演出家・監督）
- 寺本幸代（アニメ演出家・監督）
- 名倉靖博（アニメーター）
- 福田道生（アニメ演出家）
- 藤田一己（メカニックデザイナー・アニメーター）
- 古橋一浩（アニメ演出家・監督、浜松市）
- 松本剛彦（アニメーター・アニメ演出家）
- 森まさあき（アニメーター）
- 森田和明（キャラクターデザイナー・アニメーター）
- 谷津美弥子（アニメーター）
- 山田俊秀（シンエイ動画プロデューサー）

### ゲーム関係
- 石切山英詔（ゲームプロデューサー、富士市）
- 小泉歓晃（ゲームプロデューサー、三島市）

## 音楽

### 作詞家
- 康珍化（浜松市）
- 藤田まさと（牧之原市）

### 作曲家
- 市川都志春
- 伊藤康英（浜松市）
- 大石憲一郎
- 大野雄二（熱海市）
- 岡宮道生（熱海市）
- 小澤正澄
- 木下忠司（浜松市）
- 佐藤賢太郎（浜松市）
- 斉藤恒芳（ピアニスト・「クライズラー&カンパニー」、伊豆市・旧田方郡修善寺）
- 嶋津武仁（下田市）
- 杉浦邦弘（作編曲家、静岡市清水区）
- 戸塚修
- 難波研（作曲家・演奏家、浜松市）
- 萩田光雄
- 林哲司（富士市）
- HIKARI (ミュージシャン)（作曲家・アレンジャー）
- 松下誠（ギタリスト・アレンジャー、掛川市）
- 松谷卓（ピアニスト・編曲家）
- 村松崇継 (作曲家・浜松市）
- 村松宏昭（ギタリスト・音響監督）
- 山下康介（磐田市)
- 山梨鐐平（静岡市）
- rockmore（ディレクター・アレンジャー、浜松市）
- REDALiCE（作曲家・編曲家・DJ、御殿場市）

### 音楽プロデューサー
- 江崎マサル
- TeddyLoid
- baker

### 指揮者
- 稲木良光（静岡プロレス代表、静岡市）

### ミュージシャン

#### ロック
- 浅田信一（元「SMILE」ボーカル&ギター・作詞家、作曲家、音楽プロデューサー、浜松市）
- 石田ショーキチ（ギタリスト・音楽プロデューサー、静岡市）
- 遠藤一馬（元「SIAM SHADE」ボーカル&ギター、西伊豆町）
- 大胡田なつき（「パスピエ」ボーカル、御殿場市）
- 大澤敦史（「打首獄門同好会」ギター、ボーカル、浜松市、生まれは埼玉県）
- 川口義之（「渋さ知らズ」サックス、「栗コーダーカルテット」リコーダー、浜松市）
- 近藤達成 （元ピンボール ボーカル 静岡市）
- ジョー・アルコール（元「THE HONG KONG KNIFE」ボーカル＆ギター、三島市）
- 椎名林檎（元「東京事変」ボーカル、埼玉県生まれ静岡市育ち）
- 土屋昌巳（ギタリスト、元「一風堂」、富士市）
- 本間敏行（「THE 虎舞竜」ギター&キーボード、静岡市清水区）
- 前田亘輝（「TUBE」ボーカル、熱海市）
- 森川之雄（「ANTHEM」ボーカル、沼津市）
- 吉井和哉（「THE YELLOW MONKEY」ボーカル&ギター、東京都生まれ静岡市育ち）
- ASIAN KUNG-FU GENERATION
  - 後藤正文（ボーカル&ギター、島田市）
  - 山田貴洋（ベース&ボーカル、富士宮市）
- ZZ
- スピッツ
  - 田村明浩（ベース、藤枝市）
  - 三輪テツヤ（ギター、静岡市）
- 平川達也（「LINDBERG」ギター、浜松市）
- 惑星
- もりもりもと（「ヤバイTシャツ屋さん 」ドラム、ハーモニカ、口笛、浜松市）
- 新東京
  - 田中利幸（キーボード）
  - 大倉倫太郎（ベース）

#### テクノ
- 電気グルーヴ
  - 石野卓球（ボーカル＆キーボード、静岡市駿河区）
  - ピエール瀧（ボーカル＆パフォーマンス、静岡市葵区）
- 巻上公一（「ヒカシュー」ボーカル、熱海市）

#### ジャズ・ファンク・レゲエ
- 上原ひろみ（ジャズピアニスト）
- 村田陽一（ジャズ・トロンボーンプレイヤー、プロデューサー・編曲家・作曲家）
- 鈴木重子（ジャズボーカリスト、浜松市）
- ウィリアムス浩子（ジャズボーカリスト、静岡市）

#### クラシック演奏家
- 青木雅彦（チューバ奏者、静岡市）
- 池田幸広（チューバ奏者）
- 小野隆洋(トロンボーン演奏家、富士市出身)
- 須川展也（サクソフォン奏者、浜松市）
- 仲道郁代（ピアニスト、浜松市）
- 山本晶子（マリンバ奏者、島田市）

#### 声楽家
- 伊藤京子（ソプラノ歌手）
- 榛葉昌寛（テノール歌手、掛川市） - 日本人初のマリアカラス賞受賞
- 初鹿野剛（バリトン歌手、御殿場市出身）
- 片岡啓子（ソプラノ歌手、三島市）

#### シンガーソングライター
- 亜桜ゆぅき（浜松市）
- 浅羽由紀（藤枝市）
- アツミサオリ（磐田市）
- 石田洋介（静岡市）
- 伊藤多賀之（伊東市）
- 大倉沙斗子（「GTP」ボーカル、牧ノ原市）
- 岡野宏典（浜松市）
- 川崎萌
- 久保田利伸（音楽プロデューサー、静岡市清水区・旧庵原郡蒲原町）
- 栗林みな実（声優、静岡市）
- 小園美樹（浜松市）
- 鈴木康博（元「オフコース」）
- Tiara（浜松市）
- DJみそしるとMCごはん（御殿場市）
- 中山讓（三島市）
- 福島邦子
- マジカル・パワー・マコ（音楽家）
- 吉岡亜衣加（掛川市）
- 村上佳佑(富士市)
- 諭吉佳作/men(島田市)
- Ryudai☆（静岡市）

#### ヴォーカル・グループ
- Jam9
  - イシノユウキ（浜松市）
  - Giz'Mo（浜松市）
  - MOCKY（浜岡町）
- いきものがかり
  - 吉岡聖恵（ボーカル、静岡市生まれ・出身地は神奈川県厚木市）
  - 水野良樹（リーダー・ギター、浜松市生まれ・出身地は神奈川県海老名市）
- 大倉沙斗子(「GTP」ボーカル・牧之原市出身)
- 古賀かれん（「Little Glee Monster」、静岡市清水区）
- 宮原浩暢（「LE VELVETS」、静岡市葵区）
- AKIRA（「EXILE」パフォーマー・俳優・元「RATHER UNIQUE」、磐田市・神奈川県横浜市生まれ）
- 平川地一丁目（元静岡市清水区在住）
- ブリーフ&トランクス
  - 伊藤多賀之（伊東市）
  - 細根誠（田方郡）
- CRaNE
  - sanae(田畑早苗)（ボーカル、浜松市生まれ）
  - 田中昇吾（ギター、編曲、浜松市生まれ）
- UNIONE
  - YUUKI（ボーカル、富士市）
  - ISSY（ボーカル、熱海市）
  - YUTA（ボーカル、熱海市）
- 己龍
  - 酒井参輝（ギター、浜松市）
  - 九条武政（ギター、湖西市）
  - 一色日和（ベース、掛川市）
  - 遠海准司（ドラム、湖西市）

#### ヴォーカル・個人
- ELIONE（沼津市）
- 上原あずみ（浜松市）
- keison（磐田市）
- GOMESS
- シータθ（磐田市）
- 鈴木トオル（元「LOOK」ボーカル＆ギター、掛川市）
- 高野寛（三島市）
- 永井真理子（御殿場市）
- ながたまや (NHKおかあさんといっしょの歌のお姉さん、富士宮市)
- Meik（元J☆Dee'Z 、現在はソロ活動、清水町）
- ディプライブ

#### 演歌・歌謡曲・その他
- 黒川真一朗（演歌歌手、静岡市葵区）
- 徳川一郎（演歌歌手、「さくらと一郎」）
- 研ナオコ（伊豆市・旧田方郡天城湯ヶ島町）
- 青木裕史（シャンソン歌手、藤枝市）
- 高美アリサ（シャンソン歌手）
- 松原健之（袋井市）
- かせきさいだぁ（ヒップホップ・ミュージシャン、榛原郡川根本町）
- 大石竜輔（タンバリン奏者）

## アナウンサー・キャスター
NHK
（現在所属の放送局などは各人物の項目を参照すること）
- 鎌倉千秋：焼津市
- 久保田祐佳 - 初任地は静岡局：静岡市葵区
- 五味哲太：静岡市
- 佐塚元章 - 現在は嘱託職：静岡市葵区
- 塚本貴之：島田市
- 松野靖彦：浜松市
- 村上里和：北海道で育つ
- 目加田頼子 - 現在はNHKワールド国際企画部チーフディレクター

静岡放送
- 内山絵里加：浜松市浜名区
- 小沼みのり - 元岡山放送：静岡市清水区
- 小嶋健太：磐田市
- 鈴木通代 - ラジオ局編成制作部長兼務：浜松市中央区
- 水野涼子：沼津市
- 柳澤亜弓：静岡市清水区

テレビ静岡
- 弦間彩華：三島市
- 菰田玲子 - 現在は編成局に異動：浜松市浜名区
- 鈴木敏弘：浜松市中央区
- 室伏真璃：伊豆市

静岡朝日テレビ
- 石田和外：静岡市

静岡第一テレビ
- 伊藤久朗：浜松市中央区
- 小岩智子（旧姓：鈴木） - 元さくらんぼテレビ：静岡市駿河区

静岡エフエム放送（K-MIX）
- 河村由美 - ただし身分はフリー：浜松市

東京の民放局
- 青嶋達也 - フジテレビ：浜松市
- 飯村真一 - テレビ朝日：沼津市
- 池谷亨 - テレビ東京、現在はニューヨーク支局キャスター：沼津市
- 石森則和 - 文化放送報道記者・パーソナリティー、元エフエム群馬→フリー（元エス・オー・プロモーション所属）：浜松市中央区
- 小熊美香 - 元日本テレビ：富士宮市
- 川北桃子 - テレビ朝日、現在はチーフプロデューサー：沼津市
- 佐藤文康 - TBS：富士市
- 佐野瑞樹 - フジテレビ：富士市
- 森川夕貴 - テレビ朝日：富士宮市
- 望月浩平 - 日本テレビ、現在はスポーツ局に異動：静岡市
- 渡辺和洋 - フジテレビ：三島市

その他の民放局
- 阿武野勝彦 - 東海テレビ放送、現在はテレビプロデューサー：伊東市
- 梅島三環子 - 仙台放送：静岡市
- 大木文香 - 北陸放送：浜松市中央区
- 斉藤亜緒衣 - 広島ホームテレビ：伊東市
- 坂元龍斗 - 関西テレビ放送：三島市
- 櫻井浩二 - RKB毎日放送、元福井テレビジョン放送：浜松市
- 寺尾克彦 - 福島放送、現在は営業部に異動：静岡市
- 中村幹男 - テレビユー福島、現在は編成業務局付部長、元ラジオ福島→元静岡エフエム放送：島田市
- 夏目みな美 - 中部日本放送：浜松市中央区
- 萩原章嘉 - 読売テレビ：焼津市
- 萩原隆雄 - 札幌テレビ放送：焼津市
- 平松奈々 - 長野放送：沼津市
- 福島絵美 - 熊本放送：三島市
- 古井千佳夫 - 鹿児島テレビ放送、現在は東京支社業務部長：沼津市
- 松坂彰久 - 長野朝日放送、アナウンス部長、元ラジオ福島→元K-MIX：浜松市
- 吉岡伸悟 - 東日本放送、元中部日本放送→元NHK：浜松市
- 渡辺美佳 - 広島ホームテレビ：焼津市

フリー
- 青木和雄 - 元毎日放送：富士宮市
- 相川　香－元静岡朝日テレビ→ボイスアルファ：静岡市
- 伊藤弘美 - 元テレビ静岡→セント・フォース：袋井市
- 岩村絵里 - アンドアイ所属、元NHK静岡放送局契約キャスター→元静岡朝日テレビ：浜松市
- 榎戸教子 - 日経CNBCキャスター、元さくらんぼテレビ→元テレビ大阪：静岡市清水区
- 内田詠子 - NTB所属、元南日本放送→フリー（元圭三プロダクション所属）：焼津市
- 遠藤麻子 - リポーター・タレント（ライトハウス所属）、フリー（元オールウェーブ・アソシエツ所属）
- 遠藤行洋 - エンコーポレーション代表取締役、静岡県議会議員、元北海道テレビ放送→元エフエム富士→元静岡朝日テレビ：三島市
- 大庭荘介 - 元西日本放送→元テレビ静岡、ボイスワークス所属：浜松市
- 大原裕美 - イーグル・ベイ所属、元静岡放送→元テレビ神奈川：静岡市清水区
- 小川真由美 - ジョイスタッフ所属、元ラジオ福島：伊豆市、旧修善寺町
- 影島香代子 - 圭三プロダクション所属、静岡放送→元名古屋テレビ放送：富士市
- 加藤歩 - 元名古屋テレビ放送：三島市
- 神谷幸恵 - 元静岡エフエム放送：袋井市
- 刈屋富士雄 -立飛ホールディングス執行役員、元NHK（解説委員兼務）：御殿場市
- 川合千里 - ニチエンプロダクション所属、女優、元NHK静岡放送局契約キャスター→元静岡第一テレビ：浜松市浜名区
- 鬼頭里枝 - 元鹿児島讀賣テレビ→元静岡放送、現在も同局の番組に出演：浜松市
- 木田（土屋）志保→元ラジオ福島→元静岡第一テレビ→フリー：下田市
- 菰田敦子 - シー・フォルダ所属、元長野放送：浜松市浜名区
- 實石あづさ - NHK放送センター契約キャスター、元新潟放送→元NHK静岡放送局契約キャスター：静岡市清水区
- 佐々木（木山）民奈子－元山形放送→舎鐘：静岡市
- 杉山明子 - 群馬県内で活動、元ジョイスタッフ所属：富士市
- 関口伸 - 声優・ナレーター（株式会社洒落所属）、元テレビ岩手：伊豆市、旧修善寺町
- 高須沙知子 - オールウェーブ・アソシエツ所属、元NHK静岡放送局契約キャスター：掛川市
- 高塚奈央子 - アスクマネージメント所属、元高知放送→元静岡放送：御前崎市
- 髙橋早紀 - RKBミューズ所属、元NHK高知放送局契約キャスター→元長崎国際テレビ：三島市
- 田代あい（田代あおい） - 株式会社フリーアナウンサー･クラブ所属、元青森放送→フリー（元ジョイスタッフ所属）→元静岡第一テレビ：御殿場市
- 田代親世 - 元IBC岩手放送→フリー、コラムニスト：島田市
- 田中宏枝 - タレントオフィスともだち所属：浜松市中央区
- 田中雄介（田中雄望） - 株式会社 crewz・有限会社Y'z crew代表取締役、元テレビ静岡→フリー（元オーケープロダクション所属）：静岡市
- 千野志麻 - 元フジテレビ→フリー（元ハーモニープロモーション所属）：沼津市
- 寺田有美子 - オフィスキイワード所属、元K-MIX：浜松市
- 戸塚貴久子 - 圭三プロダクション所属、元テレビ静岡→フリー（元セント・フォース所属）：浜松市浜名区
- 袴田彩会 - 元東北放送→フリー：静岡市
- 原田裕見子 - 元静岡朝日テレビ→フリー（元名古屋タレントビューロー所属）：浜松市
- 平野啓子 - 大阪芸術大学教授、元NHK契約キャスター：沼津市
- 堀友理子 - オフィス北野所属、元朝日放送→フリー（元セント・フォース所属）：静岡市
- 本多小百合 - セント・フォース所属、元中京テレビ放送：熱海市
- 松本志のぶ - ニチエンプロダクション所属、元日本テレビ：浜松市中央区
- 山川静夫 - 歌舞伎評論家、エッセイスト、元NHK：静岡市葵区
- 山田幸美 - ニチエンプロダクション所属、元テレビユー福島→元広島ホームテレビ：南伊豆町
- 渡邊哲夫 - ボイスワークス代表、元テレビ熊本→元静岡けんみんテレビ（静岡朝日テレビ）：静岡市
- 堺瞳 - 元 西日本放送→元 静岡朝日テレビ → フリー（舎鐘所属）：浜松市

退職者・転職者・物故者
- 青木希久子 - 元NHK：静岡市清水区
- 秋山裕靖 - 元山形放送：富士市
- 緒方一英－元ラジオ福島、有限会社リップス、ボイスアルファ代表:島田市
- 伊藤圭介 - 元静岡放送、浜松総局局次長をへて定年退職：伊豆市、旧修善寺町
- 牛尾奈緒美（旧姓：中村） - 明治大学教授、元フジテレビ：静岡市清水区
- 大滝奈穂 - 元広島テレビ放送→フリー（元セント・フォース所属→元ニチエンプロダクション所属）：三島市
- 大沼啓延 - テレビキャスター。大沼企画代表取締役。元TBS映画社ディレクター：静岡市葵区（物故者）
- 小澤達雄 - 元南日本放送：小山町
- 斉藤孝信 - 元NHK：富士市
- 佐々木彩 - 元NHK：小山町
- 鈴井慎一 - 元テレビ静岡
- 土居まさる - 元文化放送→フリー：沼津市（物故者）
- 長島崇彦 - 元鹿児島讀賣テレビ：長泉町
- 松下豊 - 元静岡朝日テレビ(物故者）
- 望月貴史-元エフエム鹿児島→元エフエム青森:静岡市
- 山縣苑子 - 元セント・フォース所属：磐田市
- 高橋友理 - 元北海道放送 : 沼津市（静岡市生まれ）

### ラジオパーソナリティ
- 古賀美智子 - 元TBSラジオパーソナリティー
- 小林千穂：藤枝市
- 佐藤ドミンゴ - 俳優、タレント：静岡市清水区
- 白井京子 - TBSラジオ交通キャスター、元954情報キャスター：浜松市中央区
- バカボン鬼塚：静岡市清水区
- 服部整治 - 俳優
- 鈴木克馬 - 清水エスパルススタジアムDJ：静岡市清水区

## 俳優・タレント

### アイドル
- 茜さや
- 望夢（「AXELL」元メンバー）
- 麻倉ひばり
- 雨宮チエ
- 亜利美里
- 有森涼
- 伊藤れいこ（日テレジェニック2010、富士宮市）
- AKB48グループ

SKE48
赤堀君江（浜松市）
元メンバー青木詩織（焼津市）
- - AKB48元メンバー
    - 島田晴香（熱海市）
    - 鈴木優香
    - 西野未姫（伊東市）
    - 横道侑里（浜松市）

  - SDN48元メンバー
    - 佐藤由加理（元AKB48、浜松市）
- 大白桃子（浜松市）
- 小田ゆかり
- 小野田紗栞（つばきファクトリー、浜松市）
- 加東江莉
- 上矢えり奈（旧芸名：神谷えりな）（元仮面女子、磐田市）
- 川嶋麗惟（Tokyo Cheer2 Party）
- 河村唯（元アイドリング!!!12号、浜松市）
- 倉田みな（浜松市）
- 小坂優舞
- 後藤ゆきこ
- 坂道シリーズ
  - 乃木坂46元メンバー
    - 深川麻衣（磐田市）
    - 若月佑美（富士市）

  - 櫻坂46
    - 大沼晶保（沼津市）

  - 元メンバー
    - 織田奈那（浜松市）[3]
- 佐野量子（富士宮市）
- 鈴木志乃（アップアップガールズ（プロレス））
- 鈴木繭菓（THE PINK☆PANDA、浜松市）
- STARMARIE
  - 木下望
  - 中根もにゃ
- SUPER☆GiRLS
  - 萩田帆風（磐田市）
  - 樋口なづな（伊東市）
- 星座百景、仮想通貨少女
  - 愛須もも
  - 上川湖遥
- 高木李湖
- 知念侑李（Hey! Say! JUMP、浜松市）
- 寺本來可
- 友咲まどか（元DokiDoki☆ドリームキャンパス、熱海市）
- 中川千尋（アップアップガールズ（2））
- 夏目綾（元花言葉はイノセンス、元MewMew、miao）
- 西田ひらり（元GEM、元ONE CHANCE、御殿場市）
- 原宿駅前パーティーズ
  - 塚田百々花
  - 平塚日菜
- ピンク・レディー
  - 増田惠子（静岡市）
  - 未唯mie（静岡市）
- 白いんこ（菊川市）
- 浜田由梨
- 早見優（熱海市）
- 春野恵
- 藤沢ちえ
- 古川栄司（元忍者、熱海市）
- 星美りか
- まかべまお
- 松島聡（timelesz、島田市）
- 松村北斗（SixTONES、島田市）
- 真奈
- みうな（元カントリー娘。、菊川市）
- 水嶋友香
- 峰島こまき（ナナランド）
- 宮内かれん
- モーニング娘。
  - 野中美希
  - 弓桁朱琴
- 百田夏菜子（ももいろクローバーZ）
- 森咲樹（元アップアップガールズ（仮））
- 諸星和己（元光GENJI、富士市）
- 横原悠毅（IMP.）
- 吉岡なつみ
- リンリン（元BiSH）
- 涙染あまね（神使轟く、激情の如く。）
- 渡瀬マキ（LINDBERG）
- 渡辺由架
- Maison B
  - LYU
  - MASATO

### 俳優

#### 女優
- 青木愛理
- 秋吉久美子（富士宮市）
- 浅茅陽子（静岡市）
- 明日海りお（静岡市）
- 荒木美保（静岡市）
- 池谷祐子
- 石川美津穂（沼津市）元女子プロレスラー
- 市毛良枝（伊豆市）
- 今村恵子（藤枝市）
- 今村雅美（静岡市）
- 岩田さゆり（伊豆の国市）ファッションモデル・歌手
- 浦辺粂子（下田市）
- 江口由起（静岡市清水区）
- 大塚良重
- 大橋里砂（浜松市）
- 小野みゆき（沼津市）
- 華城季帆（富士市）
- 加藤貴子（静岡市清水区）
- 神尾直子
- 韓英恵（三島市）
- 岸本加世子（島田市）
- 酒井美紀（静岡市葵区）
- 佐津川愛美（静岡市葵区）
- 小夜福子（沼津市）
- 杉山彩子（御殿場市）
- 鈴木砂羽（浜松市）
- 高樹沙耶（浜松市）
- 高木りな（沼津市）
- 高田直美（三島市）
- 岳美
- 田島ゆみか（浜松市）
- 田辺愛美
- 田村たがめ
- 角替和枝（富士市）
- つぶらまひる
- 出口恵理（静岡市）
- 中江里香
- 長澤まさみ（磐田市）
- 長山藍子（三島市）
- 二宮さよ子（熱海市）
- 長谷川里桃
- 朱花伽寧（旧・来栖明子、旧・天祭揚子）
- 原田夏希（静岡市）
- 原ひさ子（静岡市）
- 広瀬アリス（静岡市）
- 広瀬すず（静岡市）[4]
- 冨士真奈美（駿東郡清水町）
- 松村キサラ
- 水谷果穂（浜松市）
- 美保純（静岡市）
- 山口美也子（富士市）
- 山梨史奈（静岡市）
- 山本みどり（富士市）
- 百合沙
- 渡辺梓（富士宮市）
- 渡辺有菜

#### 男優
- 青木一（沼津市）
- 味方隆司
- 五十嵐雅（焼津市）
- 井坂俊哉（磐田市）
- 石部雅紀
- 磯村勇斗（沼津市）
- 板倉光隆（静岡市清水区）
- 一太郎（熱海市）
- うえだ峻
- 上森寛元
- 大木正司
- 大柴隼人（静岡市清水区）
- 大澄賢也（浜松市・旧雄踏町）
- 太田貴彦（旧名：太田直人）
- 筧利夫（浜松市）
- 加藤健一（磐田市）
- 加藤剛（御前崎市）
- 加藤諒（静岡市葵区）
- 小池亮介（浜松市）
- 近藤久弥（静岡市）
- 里見浩太朗（富士宮市）
- 佐野正幸（藤枝市）
- 佐野瑞樹（富士宮市）
- 柴田恭兵（静岡市清水区）
- じょじ伊東
- 神保悟志（駿東郡清水町）
- 鈴木一真（三島市）
- 砂塚秀夫（熱海市）
- 芹澤名人（御殿場市）
- 高橋基史（富士宮市）
- 中条静夫
- 鶴田浩二（浜松市）
- 徳重聡（静岡市駿河区）
- 二橋純（磐田市）
- 二橋進
- 袴田吉彦（浜松市）
- 平野貴大（静岡市）
- 平野靖幸
- 別所哲也（島田市）
- 保阪尚希（静岡市葵区）
- 穂積隆信（伊豆の国市・旧田方郡大仁町）
- 増田守人（焼津市）
- 三木秀甫（御殿場市）
- 三國連太郎（沼津市）
- 八木光太郎（沼津市）
- 山田エリヤス
- 山崎大輝（静岡市）

### モデル・タレント
- 青木秀加（三島市）
- 青島心
- 安藤晴美（ラジオパーソナリティ・リポーター）
- 池田美優（別名義：みちょぱ、浜松市）
- 石川亜沙美（静岡市清水区）
- 磯野まりん（浜松市）
- 上原れな
- 榎本月海
- 遠藤麻子
- 遠藤恭葉
- 大石参月（浜松市中央区）
- 岡部真子（第12回「ニコラモデルオーディション」グランプリ）
- 岡本夏生（静岡市駿河区)
- 影山のぞみ（富士市）
- 加藤ジーナ
- 神谷梨絵（磐田市）
- 川瀬良子（静岡市駿河区）
- 韓英恵
- きこうでんみさ
- 北川えり（駿東郡長泉町）
- 木村優里
- 木村綾子（ファッションモデル・作家）
- 久保ひとみ（浜松市）
- 熊切あさ美（タレント・プロ雀士・元チェキッ娘、浜松市）
- 久米里紗（第37回2005年度「ミス日本」グランプリ、シンガポール生まれタイ王国育ち、掛川市在住）
- 栗羽美来
- 栗田桃花
- 小島みゆ
- 小松美咲（「ミスFLASH2012」グランプリ）
- ゲッターズ飯田（占い師、作家、放送作家、タレント、YouTuber）
- 紺野ぶるま
- 櫻井音乃：焼津市
- 桜木ひな
- 佐野公美（富士市）
- SHONO（浜松市）
- 白井ゆかり
- 勝呂玲羅
- すずきかすみ
- すほうれいこ（焼津市）
- 園田真夕
- 高村彩乃
- 高良光莉
- 宅八郎（ホスト・元おたく評論家、浜松市）
- 竹沢友美
- 田尻あやめ
- 田中道子
- 夏目璃乃
- なな茶（浜松市）（タレント、TikToker）
- 羽田実加（沼津市）
- 一ツ山里紗（富士市）
- 平野夢来
- 福世恵梨奈
- 藤木由貴（沼津市）（レースクイーン・モデル）
- 蓬莱舞
- 星あや
- 堀尾実咲：湖南市
- 松浦紗知子
- 松岡恵美（歌手・モデル・女優）
- 松田亜衣
- 松山友紀奈
- 峰えりか（2005年度「ミス・インターナショナル」日本代表、浜松市）
- 本杉美香（元C.C.ガールズ、牧之原市）
- 桃華絵里
- 森理世（2007年度「ミス・ユニバース」世界大会優勝、ダンサー・モデル、静岡市葵区）
- 山田真央
- Yukiko
- 弓あきら（ファションモデル）
- 渡辺みなみ

### 落語家
- 古今亭志ん好 (5代目)（藤枝市）
- 入船亭扇遊（熱海市）
- 登龍亭獅篭（浜松市中央区）
- 古今亭圓菊（2代目）（島田市）
- 三遊亭歌雀（静岡市清水区）
- 三笑亭可風 (磐田市）
- 三遊亭圓王（磐田市）
- 三遊亭朝橘（沼津市）
- 三遊亭遊喜（島田市)
- 三遊亭圓左衛門（浜松市）
- 三遊亭楽之介（駿東郡小山町)
- 春風亭昇太（静岡市清水区）
- 春風亭傳枝（伊豆市・旧修善寺町）
- 春風亭百栄（静岡市清水区）
- 春風亭柳朝（6代目）（静岡市駿河区）
- 橘家半蔵（駿東郡小山町)
- 瀧川鯉昇（浜松市中央区）
- 林家ぼたん（浜松市中央区）
- 柳家喬志郎（牧之原市）
- 柳亭楽輔（静岡市駿河区）
- 立川志らべ（伊豆の国市）
- 柳家花いち（浜松市）
- 三遊亭鳳笑（袋井市）
- 春風亭梅朝 (静岡市葵区）
- 雷門音助（藤枝市）
- 三遊亭楽八（磐田市）
- 柳家緑助（浜松市中央区）
- 露の団姫（富士宮市）
- 柳家小太郎（島田市）

### 講釈師
- 六代目 宝井馬琴（静岡市清水区）
- 神田翠月（浜松市中央区）
- 田辺一邑（浜松市）
- 田辺鶴遊（静岡市駿河区）
- 神田鯉風（静岡市）

### 浪曲師
- 広澤虎康（藤枝市）
- 天中軒月子（3代目）（湖西市)

### お笑いタレント
- ガダルカナル・タカ（たけし軍団・元カージナルス、伊豆市・旧田方郡天城湯ヶ島町）
- 勝俣州和（元CHA-CHA、御殿場市）※生まれは宮城県仙台市
- クレオパトラ
  - 長谷川優貴（富士市）
  - 桑原尚希（富士市）
- キャプテン渡辺（静岡市）
- ケンキ（元どーよ、浜松市）
- コトブキツカサ（映画パーソナリティ、富士宮市）
- コンバット満（島田市・旧榛原郡金谷町）
- 斉木しげる（シティボーイズ、浜松市）
- 伊藤夢葉（手品師、浜松市）
- 青空麒麟児（紙切り、浜松市）
- 柴田英嗣（アンタッチャブル、静岡市清水区）
- 杉浦大毅（ダイキ）（ブリリアン、浜松市）
- そのまんま美川（静岡市駿河区）
- チェリー吉武（御殿場市生まれ）佐賀県育ち
- つまみ枝豆（たけし軍団・元カージナルス、伊豆市・旧田方郡天城湯ヶ島町）
- トータルテンボス
  - 大村朋宏（御殿場市）
  - 藤田憲右（御殿場市）
- 轟二郎（三島市）
- 飛永翼（ラバーガール、掛川市）
- はやぶさゆか（パシンペロン、富士市）
- ホームランたにし（静岡市）
- ハリウッドザコシショウ（元G★MENS、静岡市清水区）
- BBゴロー（御殿場市）
- 布施辰徳（伊東市）
- 本日は晴天なり（旧名：栗田育美、静岡市清水区）
- 八幡カオル（浜松市天竜区）

### アダルトタレント
- 麻倉憂
- 天海麗
- EVE
- 川村藍子
- 椎名舞
- 嶋田加織
- 杉本ゆみか
- タツ
- nao.
- 渚みつき
- 西野翔
- 日比野達郎
- 前田美波
- 美里真理
- 望月るあ
- 由愛可奈
- 斎藤あみり

### 声優
- 朝井彩加
- 朝日奈丸佳[5]
- 石井翔子
- 石塚さより
- 市原由美
- いずみ綾
- 稲葉実
- 今井由香：熱海市
- 岩元里夏
- 梅原裕一郎
- 小野友樹
- 稀代桜子
- 木原正二郎
- 木部ショータ：伊東市
- 楠田敏之：浜松市
- 栗林みな実：静岡市
- 小林沙苗：浜松市（旧浜北市）
- 小山さくら：菊川市
- 下出裕司
- 白石冬美：静岡市
- しろがねしょぉむ：三島市
- 杉山由恵
- 鈴木正和
- 鈴木真仁：熱海市
- 園岡新太郎：静岡市
- 田坂秀樹
- 橘茉莉花
- 田中ちえ美
- 月城莉奈：浜松市
- つちやみえこ
- 坪井章子
- 徳丸完
- 中川玲
- 南條愛乃（fripSide、μ's）：静岡市清水区
- 長谷優里奈：伊豆市（旧田方郡修善寺町）
- 西森千豊：富士市
- 板東愛
- 日比野朱里（旧名：小粥よう子）：浜松市
- 藤田茜
- 藤田美歌子（舞台女優）
- 藤原夏海
- 星野充昭
- 帆世雄一：静岡市
- 堀井茶渡
- 堀内賢雄：御殿場市[6]
- 増田ゆき
- 宮川美保：三島市
- 山下大輝
- 和多田美咲
- 森千早都

### YouTuber
- なえなの
- 瀬乃真帆子
- ローカルジパング（浜松市）
- 木乃華サクヤ（静岡新聞SBS公認VTuber）
- 早紅夜（伊豆市） 沖縄県在住の津軽三味線•民謡•演歌•歌謡曲バーチャルYouTuber
- 鈴木勝（にじさんじ公式バーチャルライバー）
- 舞元啓介（にじさんじ公式バーチャルライバー）

## スポーツ選手

### サッカー

#### 日本
- 杉山隆一（元日本代表）
- 石川竜也（モンテディオ山形コーチ）：藤枝市
- 内田篤人（元鹿島アントラーズ）：田方郡函南町
- 大岩剛（前鹿島アントラーズ監督）：静岡市清水区
- 小野伸二（北海道コンサドーレ札幌）：沼津市
- 笠井健太（Fリーグ・デウソン神戸）：菊川市
- 川俣慎一郎（鹿島アントラーズ）：御殿場市
- 平川忠亮（元浦和レッドダイヤモンズコーチ）：静岡市
- 山田暢久（元浦和レッドダイヤモンズ）：藤枝市
- 鈴木啓太（元浦和レッドダイヤモンズ）：静岡市
- 安藤智安（元大宮アルディージャ）：浜松市
- 薩川了洋（奈良クラブ監督）：静岡市清水区
- 平山智規（元柏レイソル）：現・浜松市
- 水野晃樹（元SC相模原）：静岡市
- 谷澤達也（元藤枝MYFC）：焼津市
- 太田圭輔（元FC岐阜）：浜松市浜名区
- 渡邊圭二（元ジェフユナイテッド千葉）：沼津市
- 和田拓三（元アビスパ福岡）：浜松市
- 真田雅則（元清水エスパルスコーチ）：静岡市清水区
- 相馬直樹（大宮アルディージャ監督・元日本代表）：静岡市清水区
- 杉山力裕（アビスパ福岡）：静岡市
- 薗田淳（ブラウブリッツ秋田）：静岡市
- 長橋康弘（元川崎フロンターレ）：富士市
- 久野智昭（川崎フロンターレコーチ）：静岡市
- 大石鉄也（元川崎フロンターレ）：焼津市
- 川崎英正（名古屋グランパスコーチ）：静岡市
- 森勇介（元沖縄SV）：静岡市
- 平智広（東京ヴェルディ）：御殿場市
- 福田健介（栃木SC）
- 菊岡拓朗（元SC相模原）：富士市
- 向島建（元川崎フロンターレ）
- 狩野健太（元徳島ヴォルティス）
- 三浦文丈（元SC相模原監督）：静岡市清水区
- 松下太輔（ヴァンフォーレ甲府アカデミーGKコーチ）：磐田市
- 池端陽介（元カターレ富山）：浜松市
- 藤田健（元ヴァンフォーレ甲府）：浜松市
- 山崎光太郎（元ヴァンフォーレ甲府）：静岡市
- 大島僚太 （川崎フロンターレ）：静岡市清水区
- 吉田豊（名古屋グランパス）：富士宮市
- 矢野貴章（栃木SC）：浜松市
- 永田充（元東京ヴェルディ）：静岡市
- 長谷川健太（元FC東京監督・名古屋グランパス監督・元日本代表）：静岡市清水区
- 堀池巧（元清水エスパルス・元日本代表）：静岡市清水区
- 大榎克己（元清水エスパルス監督・元日本代表）：静岡市清水区
- 澤登正朗（元清水エスパルス）：富士宮市
- 伊東輝悦（アスルクラロ沼津）：静岡市清水区
- 鈴木厚太（アスルクラロ沼津）：富士市
- 杉山浩太（元清水エスパルス）：静岡市
- 市川大祐（元清水エスパルス）：静岡市清水区
- 山本海人（ロアッソ熊本）：静岡市
- 長沢駿（ベガルタ仙台）：静岡市清水区
- 長谷川竜也（横浜FC）：沼津市
- 木本恭生（セレッソ大阪）：富士市
- 石毛秀樹（清水エスパルス）：富士市
- 久保山由清（清水エスパルスコーチ）：焼津市
- 佐野克彦（元清水エスパルス）：焼津市
- 山西尊裕（元清水エスパルス）：静岡市
- 平岡康裕（ベガルタ仙台）：富士宮市
- 枝村匠馬（藤枝MYFC）：牧之原市（旧榛原郡榛原町）
- 山本真希（元松本山雅FC）：島田市
- 竹内涼（清水エスパルス）：浜松市
- 加賀美翔（JAPANサッカーカレッジ）：富士市
- 高原直泰（沖縄SV）：三島市
- 鍋田亜人夢（元アビスパ福岡）：静岡市清水区
- 柴原誠（元福島ユナイテッドFC）：静岡市駿河区
- 西澤明訓（元清水エスパルス・元日本代表）：静岡市
- 水谷拓磨（AC長野パルセイロ）：静岡市駿河区
- 鈴木秀人（元ジュビロ磐田ヘッドコーチ・元日本代表）：浜松市中央区
- 大井健太郎（ジュビロ磐田）：藤枝市
- 名波浩（元ジュビロ磐田監督・松本山雅FC監督・元日本代表）：藤枝市
- 中山雅史（ジュビロ磐田コーチ・元日本代表）：藤枝市・旧志太郡岡部町
- 川口能活（元SC相模原）：富士市
- 北川航也（清水エスパルス）：静岡市駿河区
- 松原后（清水エスパルス）：浜松市
- 新関成弥（清水エスパルスユース）：三島市
- 梅田透吾（清水エスパルス）：長泉町
- 監物拓歩（清水エスパルスユース）：伊豆の国市
- 石田崚真（SC相模原）：湖西市
- 上原力也（ジュビロ磐田）：伊東市
- 山本康裕（ジュビロ磐田）：浜松市
- 岡田隆（元ジュビロ磐田）：藤枝市
- 山田大記（ジュビロ磐田）：浜松市
- 押谷祐樹（徳島ヴォルティス）：浜松市
- 牲川歩見（水戸ホーリーホック）：浜松市
- 濱託巳（アスルクラロ沼津）：焼津市
- 小川大貴（ジュビロ磐田）
- 木下高彰（藤枝MYFC）：浜松市
- 石神幸征（元ガイナーレ鳥取）
- 木部未嵐（元松本山雅FC）：静岡市
- 岡本達也（元ガイナーレ鳥取）：浜松市中央区
- 長澤和明（元ジュビロ磐田監督）：静岡市清水区
- 藤田俊哉（元ジェフユナイテッド市原・千葉・元日本代表）：静岡市清水区
- 和田新吾（元名古屋グランパスエイト）：浜松市
- 鈴木悟（元京都サンガF.C.）：浜松市
- 中払大介（元京都サンガF.C.）：静岡市
- 石井俊也（元京都サンガF.C.）：藤枝市
- 杉本大地（ジュビロ磐田）：浜松市
- 小野寺建人（元ツエーゲン金沢）：静岡市
- 秋本倫孝（元カターレ富山）：静岡市
- 竹下玲王（AC長野パルセイロ）
- 大嶽直人（伊賀フットボールクラブくノ一監督）
- 入江徹（元ガンバ大阪）：静岡市
- 渡辺光輝（元ガンバ大阪）：浜松市
- 藤ヶ谷陽介（元ガンバ大阪）：浜松市中央区
- 古橋達弥（元Honda FC）：浜松市
- 山崎哲也（大分トリニータU-18監督）：静岡市
- 須和部譲（セレッソ大阪アシスタントコーチ）
- 松井謙弥（水戸ホーリーホック）：掛川市
- 中村友亮（Fリーグ・アグレミーナ浜松）
- 池田昇平（元FC岐阜）：静岡市
- 杉浦恭平（ツエーゲン金沢）：浜松市
- 増田忠俊（元大分トリニータ）：静岡市清水区（旧・庵原郡蒲原町）
- 菊地直哉（サガン鳥栖コーチ）：静岡市
- 岡田佑樹（元水戸ホーリーホック）：藤枝市
- 河村優（元コンサドーレ札幌）：焼津市
- 白井博幸（名古屋経済大学サッカー部コーチ）：富士市
- 太田吉彰（ジュビロ磐田）：浜松市浜名区
- 秋葉竜児（元ベガルタ仙台）：沼津市
- 谷川烈（元水戸ホーリーホック）：静岡市
- 栗田泰次郎（元水戸ホーリーホック）：磐田市
- 鈴木孝明（元水戸ホーリーホック）
- 鈴木良和（元水戸ホーリーホック）：藤枝市
- 吉本淳（元ザスパ草津）
- 櫻田和樹（元ザスパクサツ群馬）
- 服部年宏（元FC岐阜・ジュビロ磐田強化部長・福島ユナイテッドFC監督）：静岡市清水区
- 早川知伸（横浜FCコーチ）：静岡市
- 望月重良（元横浜FC・SC相模原代表）：静岡市清水区
- 三浦知良（元横浜FC・鈴鹿ポイントゲッターズ）：静岡市葵区
- 山内恵太（Y.S.C.C.横浜）
- 小澤雄希（カマタマーレ讃岐）：藤枝市
- 鈴木拳士郎（カマタマーレ讃岐）
- 薩川淳貴（カマタマーレ讃岐）
- 西形浩和（ベガルタ仙台フィジカルコーチ）
- 島津虎史（元徳島ヴォルティス）：浜松市
- 塩川岳人（元徳島ヴォルティス）：長泉町
- 河野淳吾（元徳島ヴォルティス）：富士市
- 高木昭次（前徳島ヴォルティスフィジカルコーチ）：浜松市
- 笹垣亮介（元愛媛FC）：磐田市
- 川島眞也（元FC岐阜）
- 成岡翔（元藤枝MYFC）：島田市
- 松浦拓弥（横浜FC）：浜松市
- 太田恵介（元アビスパ福岡）：静岡市
- 田中誠（ジュビロ磐田U-18監督・元日本代表）：静岡市
- 三浦泰年（前鹿児島ユナイテッドFC監督・元日本代表）：静岡市葵区
- 村松潤（元ギラヴァンツ北九州）：静岡市
- 松本拓也（FC岐阜）：沼津市
- 佐野裕哉（元FCマルヤス岡崎）：静岡市
- 村主博正（FC町田ゼルビアコーチ）：袋井市
- 浅井俊光（奈良クラブ）：袋井市
- 阿部文一朗（元サガン鳥栖）：島田市
- 森下龍矢（サガン鳥栖）：掛川市
- 高林佑樹（芙蓉クラブ）：静岡市
- 渡辺誠（元カターレ富山）：静岡市
- 鶴田達也（元カターレ富山）：富士市
- 鈴木真司（元ロアッソ熊本）
- 小林弘記（元ロアッソ熊本）：静岡市
- 森川拓巳（元ロアッソ熊本）：浜松市
- 筑城和人（元ロアッソ熊本）
- 竹下琢也（元大分トリニータフィジカルコーチ）
- 朝比奈伸（元ブラウブリッツ秋田）：藤枝市
- 久野純弥（Honda FC）：袋井市
- 佐藤由紀彦（元V・ファーレン長崎）：富士市
- 佐藤将也（藤枝MYFC）
- 横山拓也（元藤枝MYFC）：静岡市
- 斉藤俊秀（元藤枝MYFC）：静岡市清水区
- 平松康平（元清水エスパルス）：静岡市清水区
- 大石明日希（元ツエーゲン金沢）
- 鈴木隼人（元SC相模原）：静岡市
- 鈴木翼（栃木ウーヴァFC）：浜松市
- 内田和志（藤枝MYFC）
- 望月竜次（藤枝MYFC）：静岡市
- 高橋真登（藤枝MYFC）：静岡市
- 笹垣拓也（藤枝MYFC）：磐田市
- 大石健太（藤枝MYFC）：磐田市
- 上田祐輔（元佐川印刷SC）
- 川村淳一（アスルクラロ沼津）
- 尾崎瑛一郎（アスルクラロ沼津）：静岡市駿河区
- 熱川徳政（アスルクラロ沼津）：富士市
- 渥美瑛亮（アスルクラロ沼津）
- 杉本拓也（藤枝MYFC）
- 片井巧（FC今治）
- 内藤直樹（元清水エスパルス）：静岡市清水区
- 犬塚友輔（FC徳島セレステ）：浜松市中央区
- 萩原洪拓（Fリーグ・アグレミーナ浜松）：周智郡森町
- 北原佳奈（ベガルタ仙台レディース）：藤枝市
- 川島はるな（ノジマステラ神奈川相模原）：藤枝市
- 藤井奈々（元日テレ・ベレーザ)
- 小川佳実（元日本サッカー協会審判委員長）

#### 世界
- 深澤仁博（バンコク・ユナイテッドFC、タイ）：沼津市
- 長谷部誠（アイントラハト・フランクフルト、ドイツ）：藤枝市
- 平野孝（元バンクーバー・ホワイトキャップス、USL・元日本代表）：静岡市清水区
- 赤星貴文（元MKSポゴニ・シュチェチン、ポーランド）：富士市
- 河村崇大（元TOT SC、タイ）：島田市
- 井畑翔太郎（アルビレックス新潟シンガポール）：浜松市
- 山本朝陽（元標準流浪、香港）：浜松市
- 小林大悟（元バンクーバー・ホワイトキャップス、カナダ）：富士市
- 村山祐介（元サラブリーFC、タイ）：袋井市
- 野澤洋輔（元アルビレックス新潟シンガポール）：静岡市

### プロ野球

#### 現役選手
- 池谷蒼大（くふうハヤテベンチャーズ静岡、元横浜）：浜松市
- 岩崎優（阪神タイガース）：静岡市清水区
- 上原堆我（オリックス・バファローズ）：伊東市
- 奥村光一（埼玉西武ライオンズ）：静岡市清水区
- 加藤廉（読売ジャイアンツ）：島田市
- 紅林弘太郎（オリックス・バファローズ）：藤枝市
- 小澤怜史（東京ヤクルトスワローズ）：三島市
- 鈴木叶（東京ヤクルトスワローズ）：掛川市
- 佐藤蓮（阪神タイガース）：三島市
- 佐野大陽（阪神タイガース）：富士宮市
- 杉山一樹（福岡ソフトバンクホークス）：静岡市葵区
- 鈴木将平（くふうハヤテベンチャーズ静岡）：富士市
- 鈴木大地（東北楽天ゴールデンイーグルス）：駿東郡小山町
- 鈴木博志（オリックス・バファローズ）：掛川市・旧大東町
- 高橋駿（くふうハヤテベンチャーズ静岡）：静岡市葵区
- 髙橋遥人（阪神タイガース）：静岡市
- 髙田琢登（オイシックス新潟アルビレックスBC）：富士宮市
- 竹内奎人（くふうハヤテベンチャーズ静岡）：賀茂郡河津町
- 奈良間大己（北海道日本ハムファイターズ）：菊川市
- 野村裕樹（くふうハヤテベンチャーズ静岡）：静岡市駿河区
- 二俣翔一（広島東洋カープ）：御前崎市・旧浜岡町
- 堀内謙伍（東北楽天ゴールデンイーグルス）：菊川市
- 前田銀治（東北楽天ゴールデンイーグルス）:三島市
- 村松開人（中日ドラゴンズ）：牧之原市・旧相良町
- 森敬斗（横浜DeNAベイスターズ）：静岡市葵区
- 安竹俊喜（広島東洋カープ）：焼津市

#### 監督・コーチ等
- 青山道雄（横浜DeNAベイスターズヘッドコーチ、元西武-大洋）
- 岩下修一（北海道日本ハムファイターズ打撃投手、元オリックス-日本ハム）：浜松市天竜区
- 内田順三（JR東日本硬式野球部コーチ、元ヤクルト-日本ハム-広島）：静岡市清水区
- 浦野博司（北海道日本ハムファイターズ打撃投手、元北海道日本ハム）：袋井市
- 大久保学（如水館高等学校野球部監督、元南海）
- 太田充（立正大学淞南高等学校野球部監督）
- 小田智之（北海道日本ハムファイターズ二軍打撃コーチ）：浜松市
- 小野晋吾（千葉ロッテマリーンズ二軍投手コーチ）：駿東郡長泉町
- 加藤秀司（関西独立リーグ選抜チーム監督、元阪急-広島-近鉄-巨人-南海）：牧之原市・旧榛原郡川崎町
- 後藤武敏（東北楽天ゴールデンイーグルス二軍打撃コーチ、元埼玉西武-横浜DeNA）：浜松市
- 佐々木健（広島東洋カープ）：御前崎市
- 庄司隼人（広島東洋カープスコアラー、元広島）：沼津市
- 杉山賢人（埼玉西武ライオンズ二軍投手コーチ、元西武-阪神-近鉄-横浜）：沼津市
- 鈴木尚典（横浜DeNAベイスターズ一軍打撃コーチ、元横浜）：浜松市中央区
- 鈴木宏基（プロ野球審判員）：島田市
- 広瀬哲朗（女子野球日本代表顧問、元日本ハム）：静岡市清水区・旧庵原郡蒲原町
- 藤田浩雅（読売ジャイアンツ寮長、元阪急（オリックス）-巨人）：裾野市
- 森中聖雄（読売ジャイアンツスコアラー、元横浜、アトランタオリンピック代表）：三島市

#### 引退選手
- 阿井利治（元国鉄）
- 赤堀大智（元横浜、セガサミー）：掛川市
- 赤堀元之（元近鉄）：藤枝市
- 石川雄洋（横浜DeNAベイスターズ）：駿東郡清水町
- 伊藤芳明（元巨人-東映）
- 池田啓一（元毎日オリオンズ）：牧ノ原市・旧榛原郡榛原町
- 池谷公二郎（元広島、第50回夏の甲子園・準優勝（静岡商業））：静岡市葵区
- 稲葉光雄（元中日-阪急-阪神）：静岡市清水区
- 伊代野貴照（元阪神）：伊東市
- 植松精一（元阪神、第55回夏の甲子園・準優勝（静岡高校））：富士市
- 宇佐美一夫（元国鉄）
- 大石清（元広島-阪急）：静岡市清水区
- 大石大二郎（元オリックス・バファローズ監督、元近鉄）：静岡市駿河区
- 大石直弘（元阪急）
- 片瀬清利（元広島-阪神）
- 加藤康介（元ロッテ-オリックス-横浜-阪神-福島ホープス）：静岡市清水区
- 加藤脩平（元巨人）：富士市
- 加藤初（元西鉄（太平洋）-巨人）：富士市
- 川端崇義（元オリックス・バファローズ二軍育成コーチ、元オリックス）：焼津市
- 川口盛外（元広島、現王子製紙）：静岡市
- 菊地正法（元中日）：富士市
- 久保寺雄二（元南海）：三島市
- 黒田祐輔（元阪神）：藤枝市
- 桒原樹（元広島）：菊川市
- 小池兼司（元南海）：浜松市
- 後藤和昭（元阪神-日本ハム）：三島市
- 小林敦（元ロッテ）：島田市
- 佐藤秀樹（元中日-西武-ヤクルト-台湾・誠泰コブラズ）：富士市
- 榊原良行（元阪神・日本ハム・台湾・兄弟エレファンツコーチ、元阪神-日本ハム）：浜松市
- 佐野太河（元火の国サラマンダーズ他）：浜松市
- 庄司大介（元オリックス）
- 杉本正（元西武-中日-ダイエー）：駿東郡小山町
- 杉山光平（元近鉄-南海）
- 杉山直輝（元巨人-台湾・中信鯨）：沼津市
- 鈴木翔太（元中日-阪神）：浜松市・旧浜北市
- 鈴木平（元ヤクルト-オリックス-中日-ダイエー）：磐田市
- 鈴木悳夫（元東映〜日拓〜日本ハム）：静岡市
- 鈴木伸良（元巨人-南海-阪神）
- 鈴木寛樹（元横浜）：磐田市・旧竜洋町
- 高木康成（元近鉄-オリックス-巨人）：榛原郡吉田町
- 髙橋朋己（元埼玉西武）：三島市
- 高橋三千丈（元中日）
- 瀧安治（元巨人）：静岡市
- 竹下潤（元西武）：静岡市
- 種茂雅之（元東映-阪急）
- 田村勤（元阪神-オリックス）：榛原郡川根町
- 土屋健二（元日本ハム-DeNA）：富士市
- 寺田祐也（元阪神）：静岡市
- 富永旭（元ロッテ）：浜松市・旧周智郡春野町
- 長嶋清幸（元阪神・中日・千葉ロッテコーチ、元広島-中日-ロッテ-阪神）：御前崎市・旧小笠郡浜岡町
- 新浦壽夫（元巨人-韓国・三星ライオンズ-大洋-ダイエー-ヤクルト、第50回夏の甲子園・準優勝（静岡商業））：静岡市・東京都世田谷区生まれ
- 仁藤拓馬（元オリックス）：島田市
- 野村亮介（元中日ドラゴンズ）：静岡市
- 袴田英利（元ロッテ）：静岡市
- 林昌樹（元広島）：磐田市
- 深田拓也（元巨人）：静岡市駿河区
- 藤波行雄（元中日、第50回夏の甲子園・準優勝（静岡商業））：静岡市葵区
- 一言多十（元セネタース（東急・急映）-阪急）：島田市
- 船田和英（元巨人-西鉄-ヤクルト）
- 増井浩俊（オリックス・バファローズ）：焼津市
- 牧田和久（東北楽天ゴールデンイーグルス）：焼津市
- 牧田勝吾（元オリックス）：藤枝市
- 松井宏次（元楽天）：掛川市
- 武藤潤一郎（元ロッテ-日本ハム-西武）富士市
- 望月源氏（元富山GRNサンダーバーズ）：静岡市清水区
- 森下宗（元広島）：掛川市
- 安居玉一（元阪神-大洋-国鉄-近鉄-大映）：浜松市
- 山下大輔（元大洋）：静岡市清水区・旧清水市
- 山﨑一玄（元阪神タイガース打撃投手、元阪神-近鉄）：静岡市
- 山﨑貴弘（元ヤクルト-ロッテ）：菊川市・旧小笠郡菊川町
- 山崎隆広（元楽天）：静岡市
- 山崎憲晴（元横浜DeNA-阪神）：富士市
- 山内和宏（元南海〜ダイエー-中日）
- 山口晋（元広島-日本ハム）
- 渡辺秀武（元巨人-日拓〜日本ハム-大洋-ロッテ-広島）

#### 女子プロ野球
- 浅野桜子：浜松市
- 岩見香枝：沼津市

### ラグビー
- 小野澤宏時（日本代表・7人制日本代表、元キヤノンイーグルス、島田市）
- 柴原英孝（元クボタスピアーズ）
- 宍戸要介（元キヤノンイーグルス）
- 庄司壽之（日野自動車レッドドルフィンズ）
- 望月諒（クボタスピアーズ、静岡市）
- 山田啓介（NECグリーンロケッツ）
- 若山英史（車いすラグビー・車いすラグビー日本代表、沼津市）

### バスケットボール
- 内野智香英（Wリーグ・シャンソンVマジック所属）
- 大石慎之介（bリーグ・ベルテックス静岡所属、田方郡函南町）
- 小笠原ひかる（Wリーグ・日立ハイテク クーガーズ所属）
- 岡田卓也（ABA・静岡ジムラッツ所属、3x3男子日本代表アドバイザリーコーチ）
- 風間緑（Wリーグ・三菱電機コアラーズ所属）
- 加藤いずみ（関東実業団・東京海上日動ビッグブルー所属）
- 木内貴史（元住友金属所属、ローマ・東京オリンピック代表、元日本バスケットボール協会専務理事）
- 北川佳穂（Wリーグ・三菱電機コアラーズ所属）
- 後藤正規（元三菱電機-NKK-アイシン所属）
- 佐野吉宗（bjリーグ・秋田ノーザンハピネッツ所属、富士宮市）
- 櫻田佳恵（Wリーグ・元トヨタ自動車アンテロープス所属、静岡市清水区）
- 島田智佐子（元シャンソン化粧品-アイシンAW所属）
- 杉山りえ（元シャンソン化粧品-日立ハイテク所属）
- 田中健介（bjリーグ・千葉ジェッツ所属）
- 田中真樹（Wリーグ・アイシン・エィ・ダブリュ ウィングス所属）
- 種市幸祐（Bリーグ・バンビシャス奈良所属）
- 名木洋子（Wリーグ・富士通レッドウェーブ所属）
- 三浦歩惟（Wリーグ・元トヨタ自動車アンテロープス所属、静岡市清水区）
- 山田未来（元シャンソン化粧品-三菱電機-日本航空所属、静岡市）
- 大澤歩（Bリーグ・広島ライトニング-香川ファイブアローズ所属、静岡市清水区）

### 大相撲
現役
- 熱海富士朔太郎（熱海市）
- 翔傑喜昭（伊豆市・旧田方郡天城湯ケ島町）
- 天道山大河（富士市）
- 栃幸大英樹（三島市）
- 富士の山優斗（富士市）
- 翠富士一成（焼津市）
- 吉井虹（焼津市）

引退
- 天城山猪太夫（前頭17枚目、伊東市・旧田方郡伊東町）
- 綾鬼喜一郎（前頭5枚目、三島市）
- 潮丸元康（前頭10枚目、静岡市葵区）
- 柏龍成彦（十両17枚目、浜松市）
- 片山伸次（前頭13枚目、焼津市）
- 和錦克年（前頭13枚目、静岡市清水区・旧庵原郡由比町）
- 清の富士猛（十両11枚目、伊東市）
- 久能山長五郎（十両5枚目、駿東郡長泉町）
- 磋牙司洋之（前頭9枚目、三島市）
- 駿河海光夫（前頭14枚目、静岡市駿河区）
- 立富士祐司（十両11枚目、富士宮市）
- 天竜三郎（関脇、浜松市・旧浜名郡三方原村）
- 栃飛龍幸也（十両7枚目、三島市）
- 山錦喜章（十両10枚目、伊豆市）
- 龍ヶ浜広宣（十両7枚目、浜松市）

### プロレス
- 石川美津穂（沼津市、女優）
- 伊藤博之（静岡市清水区）
- 植松寿絵（富士宮市）
- 大石真翔（富士市）
- 小笠原和彦（静岡市清水区）
- 唐澤志陽（浜松市）元キックボクサー
- カルロス天野（静岡市清水区）
- 近藤修司（富士市）
- 清水の画伯（静岡市清水区）
- 杉卓也（袋井市）
- ターザン後藤（島田市）
- 高木省吾（静岡市清水区）
- 白いん子（菊川市）
- ハーレー斉藤（焼津市）
- ファング鈴木（浜松市）
- ムサシ大山（浜松市）
- 山口利夫（三島市）
- EVIL（三島市）
- スタンガン高村（静岡市）
- 鈴木志乃（アップアップガールズ（プロレス））

### 格闘家・武道家
- 青木真也（柔術家・総合格闘家、静岡市）
- 青野ひかる（総合格闘家、レスリング選手、焼津市）
- 池本夢実（プロボクサー、元日本女子フライ級チャンピオン、川根本町）
- 伊藤博之（総合格闘家・プロレス、清水市・現：静岡市清水区）
- 大石真丈（総合格闘家、清水市・現：静岡市清水区）
- 大木彪楽（プロボクサー、日本ユースライトフライ級チャンピオン、浜松市）
- 加藤ケンジ（総合格闘家、浜松市）
- 木村天汰郎（プロボクサー、沼津市）
- 木村蓮太朗（アマチュアボクサー、田方郡）
- 坪井智也（アマチュアボクサー、2021世界選手権優勝、浜松市）
- 佐々木憂流迦（総合格闘家、沼津市）
- 佐藤堅一（総合格闘家、静岡市）
- 佐野篤希（プロボクサー、日本ユースフライ級チャンピオン、三島市）
- 土屋ジョー（プロキックボクサー・6冠王4階級制覇、沼津市）
- 土屋大喜（総合格闘家、伊豆市）
- 原隆二（プロボクサー、日本ミニマム級チャンピオン、伊東市）
- 増田信晃（プロボクサー、日本ライトフライ級チャンピオン、島田市）
- MANAMI（格闘家・元お笑い芸人）
- 水谷智佳（プロボクサー、東洋太平洋女子スーパーフェザー級チャンピオン、熱海市）
- 溝口紀子（柔道、バルセロナオリンピック銀メダル、磐田市・旧磐田郡福田町）
- 望月稔（柔道・合気道、フランス等で柔道と合気道を指導。養正館武道創始者）
- 山口裕司（元プロボクサー、元東洋太平洋ウェルター級チャンピオン、伊東市）
- 山田光（柔道、ソウルオリンピック金メダル、沼津市）
- 袴田巌（元プロボクサー、世界ボクシング評議会名誉チャンピオン）
- 松下えみ（キックボクシング、Krush45kgチャンピオン、他3冠チャンピオン、世界ムエタイ金メダル3回、沼津市）

### 水泳
- 岩崎恭子（バルセロナオリンピック金メダル、沼津市）
- 鵜藤俊平（ベルリンオリンピック銀メダル・銅メダル、掛川市）
- 漢人陽子（バルセロナオリンピック出場、浜松市・旧雄踏町）
- 小池禮三（ロサンゼルスオリンピック銀メダル・ベルリンオリンピック銅メダル、沼津市）
- 長沢二郎（ヘルシンキオリンピック出場、ドルフィンキック泳法（バラフライ泳法）考案者、沼津市）
- 杉浦重雄（ベルリンオリンピック金メダル、浜松市）
- 新井茂雄（ベルリンオリンピック金メダル、沼津市）
- 寺田登（ベルリンオリンピック金メダル）
- 古橋広之進（「フジヤマのトビウオ」、元日本水泳連盟、日本オリンピック委員会会長、浜松市・旧浜名郡雄踏町）
- 宮崎康二（ロサンゼルスオリンピック金メダル、湖西市)

### ゴルフ
- 天沼知恵子（御殿場市）
- 杉本英世（伊東市）
- 鈴木陽菜（御殿場市）
- 芹澤信雄（御殿場市）
- 藤田幸希（沼津市）

### モータースポーツ
- 岡本金幸（レーシングドライバー）
- 黒澤琢弥（御殿場市、レーシングドライバー）
- 黒澤治樹（御殿場市、レーシングドライバー）
- 黒澤翼（御殿場市、レーシングドライバー）
- 高木虎之介（静岡市、レーシングドライバー・元F1ドライバー）
- 星野一義（静岡市葵区・旧安倍郡玉川村、元レーシングドライバー・チームインパル監督）
- 関谷正徳（静岡市葵区・旧安倍郡井川村、元レーシングドライバ、フォーミュラトヨタレーシングスクール（FTRS）校長）

### 競艇
- 笠原亮
- 池田明美
- 池田浩美
- 大瀧明日香
- 坪井康晴
- 服部幸男（浜松市）
- 長嶋万記（御前崎市）

### 自転車競技
- 佐野淳哉（ロードレース選手）：旧 清水市
- 杉浦佳子（自転車ロードレース）：掛川市
- 西加南子（旧姓：伊藤加奈子（いとうかなこ）、自転車ロードレース）：掛川市
- 野寺秀徳（自転車ロードレース）：伊豆市・旧中伊豆町

#### 競輪選手
- 石橋慎太郎：静岡市
- 伊藤勝也
- 伊代野貴照：伊東市
- 小川美咲：伊東市
- 加藤忠：相良町（現在の牧之原市）（ヘルシンキオリンピック出場）
- 国持一洋
- 国持晴彦
- 小林莉子：掛川市（出生地。東京都あきる野市育ち）
- 柴田竜史：藤枝市
- 杉沢毛伊子：富士市
- 鈴木奈央：富士市
- 鈴木美教：伊豆の国市
- 當銘直美
- 新田康仁：磐田市
- 村本大輔：静岡市
- 吉村早耶香
- 渡辺晴智：富士市
- 渡邉雄太：富士市

### 陸上競技
- 飯塚翔太（短距離、御前崎市）
- 岡村正広（マラソン、御前崎市）
- 中村宝子（短距離、浜松市）
- 山本篤（北京パラリンピック走り幅跳び銀メダリスト、掛川市）
- 室伏重信（ハンマー投・元日本記録保持者、富士市・中華人民共和国河北省生まれ）
- 室伏広治（ハンマー投・日本記録保持者、アテネオリンピック金メダリスト、沼津市）
- 下田裕太（マラソン10代日本歴代最高記録保持者、駿東郡小山町）
- 三井美代子（ハードル、静岡県初の女子オリンピック選手、沼津市・東京生まれ[7]）

### その他のスポーツ
- 伊藤亜由子（ショートトラックスピードスケート・バンクーバーオリンピック代表、浜松市）
- 伊藤美誠（卓球、リオデジャネイロオリンピック銅メダリスト、2020年東京オリンピック金・銀・銅メダリスト、磐田市）
- 水谷隼（卓球、リオデジャネイロオリンピック銀・銅メダリスト、2020年東京オリンピック金・銅メダリスト、磐田市）
- 平野美宇（卓球、2020年東京オリンピック銀メダリスト、沼津市）
- 杉山祥子（バレーボール、駿東郡小山町）
- 野崎舞夏星（女子相撲、浜松市）
- 水鳥寿思（体操競技、アテネオリンピック体操男子団体金メダリスト、静岡市葵区）
- 水鳥舞夏（体操競技）
- 藤原幹生（騎手）
- 村松学（騎手）
- 伊東秀紀（社交ダンス・元東北スタンダードチャンピオン、財団法人日本ボールルームダンス連盟B級）
- 田山真輔（スケルトン・バンクーバーオリンピック代表）
- 片井文乃（ボウリング・元全日本ナショナルチームキャプテン）
- 鈴木亜季（ボウリング）
- 森彩奈江（ボウリング）
- 大村朱澄（カヌー、川根本町）
- 渥美万奈（ソフトボール、2020年東京オリンピック金メダリスト、浜松市）

## その他

### 棋士

#### 将棋
- 青嶋未来（三島市）
- 青野照市（焼津市）
- 加藤桃子（女流棋士、牧之原市）
- 神谷広志（浜松市）
- 芹沢博文（沼津市）
- 花村元司（浜松市）
- 間宮純一（伊豆の国市、旧田方郡大仁町）
- 八代弥（賀茂郡東伊豆町）

#### 囲碁
- 杉内寿子（田方郡函南村）
- 本田幸子（伊東市）
- 高梨聖健（浜松市）

### 放送関係者
- 今井義典（元日本放送協会副会長、元ABU会長、元NHK解説委員長、静岡市清水区）
- 石丸彰彦（TBSテレビドラマプロデューサー、伊東市）
- 亀山千広（BSフジ代表取締役社長、元フジテレビジョン代表取締役社長、三島市）
- 小林豊（元テレビ静岡代表取締役社長、元フジ・メディア・ホールディングス及びフジテレビジョン取締役、静岡市清水区）
- 土屋敏男（元日本テレビ放送網編成局専門局長、元LIFE VIDEO株式会社代表取締役社長、静岡市） - 『進め!電波少年』のT部長
- 土井共成（讀賣テレビ放送顧問、元代表取締役会長・社長）
- 橋本元一（元日本放送協会会長、浜松市）
- 古谷英一（TBSテレビバラエティ番組プロデューサー、静岡市）
- 水野成夫（フジテレビジョン（現フジ・メディア・ホールディングス）初代社長）

### 実業家
- 石井靖幸（ハーゲンダッツジャパン社長）
- 石田礼助（賀茂郡松崎町）
- 市来広一郎（町おこし仕掛け人、地域づくりアドバイザー、「熱海V字回復の立役者」）
- 一瀬邦夫（ペッパーフードサービス社長）
- 大賀典雄（ソニー元社長・会長・名誉会長、指揮者、沼津市）
- 尾崎伊兵衛（静岡市）
- 河合小市（河合楽器製作所創業者、浜松市）
- 河合亀太郎（河合製薬創業者、浜松市）
- 川上嘉市（元日本楽器製造（現ヤマハ）社長・元参議院議員、浜松市）
- 川上源一（ヤマハ発動機創業者、浜松市・旧浜名郡豊西村）
- 金原明善
- 見城徹（幻冬舎社長、静岡市）
- 大須賀秀徳（ハマキョウレックス社長、浜松市）
- 近藤健次（ビー・エム・エル創業者）
- 齊藤喜久蔵
- 齊藤知一郎（大昭和製紙（現日本製紙）創業者）
- 齊藤四方司
- 齊藤了英
- 志太勤（シダックス創業者）
- 篠崎真吾（ロッテリア社長）
- 榛葉淳（ソフトバンク代表取締役副社長兼COO）
- 白柳正義（トヨタ紡織社長）
- 杉山奈津子（著作家、学習塾経営者、イラストレーター、心理カウンセラー）
- 6代目鈴木與平（鈴与創業者、貴族院議員、静岡市・旧有度郡上清水村）
- 高橋信太郎（Indeed Japan代表取締役ゼネラルマネジャー/営業本部長、元GMOアドパートナーズ代表取締役社長、浜松市）
- 田宮俊作（タミヤ会長兼社長、静岡市）
- 田宮義雄（田宮模型創業者、静岡市）
- 露木清（函南村、元伊勢丹会長）
- 手塚圭子（TBCグループ社長、美容研究家、医学博士、第9代ミス日本、静岡市）
- 戸田裕一（博報堂社長、博報堂DYホールディングス社長、静岡市）
- 富田直人（イノベーション創業者・社長、浜松市）
- 富田直美
- 豊田喜一郎（トヨタ自動車創業者、湖西市山口・旧敷知郡吉津村山口）
- 豊田佐吉（トヨタグループ創始者、湖西市・旧遠江国山口村）
- 中田有（キーエンス社長、浜松市）
- 野間省一（講談社代表取締役社長、静岡市）
- 長谷川保（病院・福祉施設・医療学校経営者）
- 波多野重太郎
- 本田宗一郎（本田技研工業創業者、浜松市天竜区・旧磐田郡光明村）
- 牧田與一郎（元三菱重工業社長・三菱自動車工業設立者、静岡市）
- 横山進一（住友生命保険社長・会長、生命保険協会会長、静岡市）
- 島沢翔哉（実業家、教育者、浜松市）

### 弁護士
- 渥美雅子（弁護士）
- 岩田武司（弁護士）
- 岡山兼吉（弁護士、東京専門学校と英吉利法律学校の創設に参画）

### 冒険家
- 渡辺大剛

### 歴史上の人物
- 工藤祐経
- 久保山愛吉
- 北条時政
- 北条政子
- 源範頼
- 寿桂尼
- 太原雪斎
- 今川義元
- 宗長
- 山田長政
- 井伊直政
- 徳川秀忠
- 徳川忠長
- 南浦紹明
- 由井正雪
- 十返舎一九
- 清水次郎長
- 永井尚政
- 吉岡弥生
- 依田勉三
- 賀茂真淵
- 水野惣兵衛（水野忠義の長男）

### 内閣総理大臣夫人
- 菅真理子（第99代内閣総理大臣・菅義偉の妻、静岡市清水区）

## 架空の人物
- 磯野（旧性：石田）フネ（サザエさん、フグ田サザエの母）
- 石田鯛造（サザエさん、フグ田サザエの母方の伯父）
- 山田笑太（ちびまる子ちゃん、さくらももこ（まる子）のクラスメート、清水市（現 : 静岡市清水区））
- 菊地真（『THE IDOLM@STER』）
- 上条春菜（『アイドルマスター シンデレラガールズ』）
- 市原仁奈（『アイドルマスター シンデレラガールズ』）
- 二宮飛鳥（『アイドルマスター シンデレラガールズ』）
- 大石泉（『アイドルマスター シンデレラガールズ』）
- 土屋亜子（『アイドルマスター シンデレラガールズ』）
- 村松さくら（『アイドルマスター シンデレラガールズ』）
- 三条悟朗（『アイドルマスター SideM』）
- 鷹梁ミナト（『KING OF PRISM』）
- 浅間まつり（『魔法少女大戦』）

## 静岡県にゆかりのある人物
※カッコ内はその人物と縁のある静岡県内の場所
　県知事
- 小林武治 - 公選（民選）初代静岡県知事、長野県小諸市出身
- 川勝平太 - 第7代静岡県知事、京都府京都市出身

　国会議員及び帝国議会議員
- 片山さつき - 第44回衆議院議員総選挙に静岡県第7区で当選。埼玉県さいたま市（旧浦和市）出身
- 倉元要一 - 第15回衆議院議員総選挙に当時の静岡県第9区で当選。福岡県宗像郡上西郷村（現：福岡県福津市）出身で政友会所属、政界入りする前にも静岡県浜名郡長や静岡県理事官・産業課長を務めた
- 城内実（浜松市） - 第43回衆議院議員総選挙に静岡県第7区で当選。本籍地は父・城内康光の出身地の浜松市
- 細野豪志（三島市） - 第42回衆議院議員総選挙に静岡県第5区で当選。京都府綾部市生まれ

　芸能・スポーツ
- いかりや長介（富士市） - 学徒疎開で父親と住んだ富士の地が気に入り、後に正式に転居
- 石山泰稚 - 東京ヤクルトスワローズ投手。社会人時代はヤマハ硬式野球部に所属。
- 伊東四朗 - 父親が牧之原市、母親が掛川市出身
  - 伊東孝明 - 四朗の次男
- 江川卓（浜松市天竜区・旧磐田郡佐久間町） - 小学校時代に過ごした（福島県いわき市生まれ）。
- 柄本佑・柄本時生兄弟（東京都） - 母の角替和枝が富士市出身。
- 太田光（埼玉県）- 父方のルーツが磐田市。
- 大橋巨泉（伊東市） - 東京の光化学スモッグの影響により移住
- かたせ梨乃 - 母親が賀茂郡東伊豆町出身
- 軽部真一（東京都）- フジテレビエグゼクティブアナウンサー。 小学校中学年の時、静岡県沼津市に居住していた。
- 工藤夕貴（東京都） - 富士宮市在住。2010年2月には静岡県出身者以外では初めて「ふじのくに静岡特使」に選ばれた
- 剛力彩芽（神奈川県横浜市保土ケ谷区） - 女優、ファッションモデル。父親が三島市出身。
- 斉藤由貴（横浜市） - 母方のルーツが島田市
- 榊原紀子 - 元バスケットボール選手。父が浜松市出身の榊原良行。
- 佐藤二朗 - 元ヤクルトスワローズ内野手。現ヤマハ硬式野球部に所属。2013 ワールド・ベースボール・クラシック・ブラジル代表。
- 重光啓代 - 女子競輪選手。出身地の岡山県から選手登録地を移籍。：岡山県倉敷市出身
- 関口知宏（伊豆市） - 自然が気に入り在住。仕事の際は伊豆から通う。東京都生まれ東京都育ち。
- 平忠彦 - 元オートバイレーサー。1986年から浜松市中央区内で二輪車ショップ「タイラ・レーシング」を経営。福島県南相馬市出身
- 滝澤正光 - 元競輪選手。日本競輪学校校長（現在の日本競輪選手養成所の所長）。競輪選手引退後、同校名誉教官就任を機に出身地の千葉県から当県に移住。：千葉県八千代市出身
- 竹下真吾 - 東京ヤクルトスワローズ投手。社会人時代はヤマハ硬式野球部に所属。
- 内藤剛志 （伊東市、浜松市）- 父が浜松市出身。内藤は伊東市赤沢に長年暮らした。
- 橋田壽賀子（熱海市） - 執筆活動専念のため定住。：大阪府堺市出身。
- ハリー杉山 - 母親が静岡県出身
- 久本祐一 - 元広島東洋カープ投手。社会人時代は河合楽器硬式野球部に所属。
- 深谷知広 - 競輪選手。出身地の愛知県から選手登録地を移籍。：愛知県安城市出身
- 細野晴臣 - 母方の祖父中谷孝男が浜松市出身
- マルシア - 日系ブラジル人歌手。父方の西家家が沼津市出身
- 三浦りさ子 - ファッションモデル。夫の三浦知良が静岡市出身：ニューヨーク生まれ
- 宮下草薙
  - 宮下兼史鷹 - 母が静岡県出身。：群馬県佐波郡玉村町出身。
  - 草薙航基 - 両親の出身地（父方の祖父は秋田県出身）。：磐田市生まれ、3歳から名古屋市東区育ち。
- 森山奈歩 - 実父が静岡県出身
- 山井大介 - 元中日ドラゴンズ投手。社会人時代は河合楽器硬式野球部に所属。：大阪府豊中市出身。
- 由良拓也 - レーシングカーデザイナー。ムーンクラフト（御殿場市）代表

　歴史上の人物
- 徳川家康 - 江戸幕府初代将軍、三河国出身。駿府で今川家の人質として一時期過ごす。三方ヶ原の戦いの時は浜松城主だった。江戸幕府開設から2年後駿府城に隠居。静岡市葵区の名称は、家康の家紋が由来。
- 源頼朝 - 尾張国出身、流刑地だった伊豆へ送られる

　その他
- ジェイ・ウォーリー・ヒギンズ（静岡市） - 元アメリカ空軍軍人、鉄道愛好家
- 野間佐和子 - 講談社第6代代表取締役社長。父野間省一が静岡市の出身
- 山葉寅楠 - 山葉風琴製造所（現ヤマハ）創業者
- 横澤彪 - 元フジテレビプロデューサー、吉本興業専務取締役。母親が静岡県出身。
- 川上浩 - ヤマハの第7代社長。祖父の川上嘉市と父の源一が浜松市あるいは浜北市出身。
- 佐藤浩市 - 俳優。父の三國連太郎が伊豆市育ち。
- 佐藤誠太 - 日本放送協会アナウンサー。初任地がNHK静岡放送局。
- 膳場貴子 - フリーアナウンサー（元NHKアナウンサー）。NHK時代の初任地が静岡局。
- 梶原しげる - フリーアナウンサー（元文化放送アナウンサー）。静岡朝日テレビで放送されているとびっきり!しずおかに2000年から2004年まで総合司会として出演。
- 福留功男 - フリーアナウンサー（元日本テレビアナウンサー）。静岡第一テレビの番組出演（日本テレビに在籍中だった1979年7月は静岡第一テレビの開局と開局特番、フリー転向後の1996年7月と1997年7月は第一テレビの日とズームイン!!静岡!）のため一時滞在。
- 橋谷能理子 - フリーアナウンサー。最初の就職先がテレビ静岡。
- 近田雄一 - NHKアナウンサー。初任地が静岡局。
- 平野有海 - 気象予報士。最初の就職先がテレビ静岡。
- 岡村真美子 - 気象予報士として、静岡放送と専属契約を結んでいた。
- 牧野結美 - 元フリーアナウンサー。最初の就職先が静岡朝日テレビ。
- 飯塚晴子 - アニメーター。父親が静岡県出身。
- はじめしゃちょー - YouTuber。静岡大学卒業。静岡市を主な活動拠点としていた時期あり。